# Ondřej Kúdela
Ondřej Kúdela (Bojkovice, 26 de março de 1987) é um futebolista tcheco que atua como zagueiro ou volante no Viktoria Žižkov.

## Carreira
Começou nas categorias de base do Slovácko, em 1997, e foi alçado ao time principal em 2005. Passou por Sparta Praga e Kladno, sem muito alarde, e em 2009 assinou com o Mladá Boleslav.
Em 26 de março de 2019, no dia de seu aniversário, Kúdela foi eleito o craque do jogo no amistoso entre Brasil e República Tcheca, fazendo o narrador Galvão Bueno, da TV Globo, rir durante o anúncio na transmissão.